# Ampriani
Ampriani est une commune française située dans la circonscription départementale de la Haute-Corse et le territoire de la collectivité de Corse. Elle appartient à l'ancienne piève de Serra.

## Géographie

### Situation
Ampriani est une commune de la façade orientale de la Corse qui est située au cœur de la piève de Serra.
Communes limitrophes

### Voies de communication et transports

#### Accès routiers
Ampriani se trouve à une trentaine de kilomètres d'Aléria par la route, et un peu moins de la plaine. C'est un petit village de guet, aligné sur une crête à une altitude moyenne de 600 mètres environ (minimum : 320 m ; maximum : 749 m) qui domine la vallée, et quasiment toute la plaine.
La route desservant le village est une voie sans issue et s'achève sur l'ancienne « place d'hélicoptère ».

## Urbanisme

### Typologie
Au 1er janvier 2024, Ampriani est catégorisée commune rurale à habitat très dispersé, selon la nouvelle grille communale de densité à sept niveaux définie par l'Insee en 2022.
Elle est située hors unité urbaine. Par ailleurs la commune fait partie de l'aire d'attraction de Corte, dont elle est une commune de la couronne,. Cette aire, qui regroupe 34 communes, est catégorisée dans les aires de moins de 50 000 habitants,.

### Occupation des sols
L'occupation des sols de la commune, telle qu'elle ressort de la base de données européenne d’occupation biophysique des sols Corine Land Cover (CLC), est marquée par l'importance des forêts et milieux semi-naturels (100 % en 2018), une proportion identique à celle de 1990 (100 %). La répartition détaillée en 2018 est la suivante : 
forêts (82,5 %), milieux à végétation arbustive et/ou herbacée (17,5 %). L'évolution de l’occupation des sols de la commune et de ses infrastructures peut être observée sur les différentes représentations cartographiques du territoire : la carte de Cassini (XVIIIe siècle), la carte d'état-major (1820-1866) et les cartes ou photos aériennes de l'IGN pour la période actuelle (1950 à aujourd'hui).

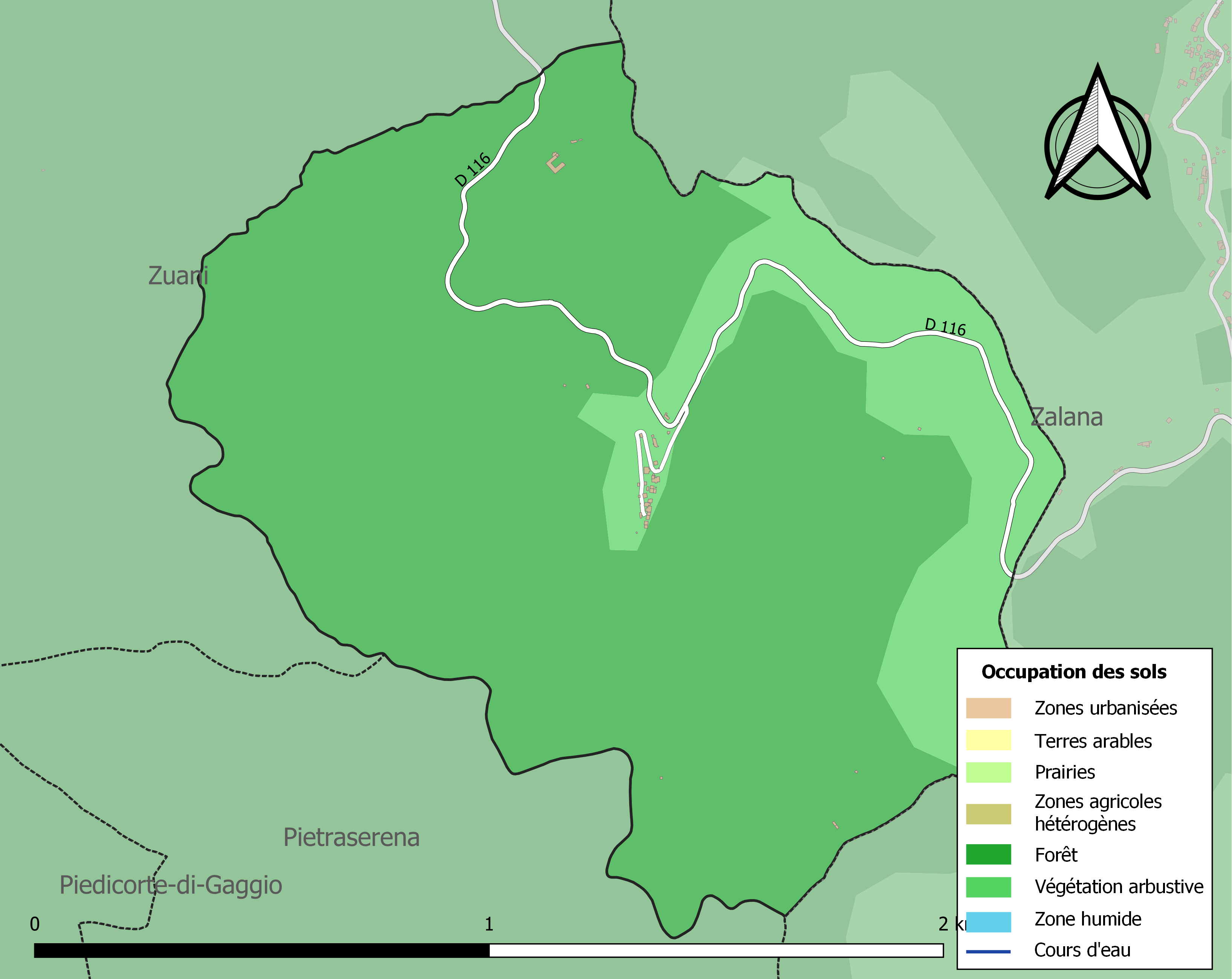
Carte des infrastructures et de l'occupation des sols de la commune en 2018 (CLC).

## Toponymie
D'après Albert Dauzat et Charles Rostaing, ce toponyme provient du nom d'homme Latin *Ampurius (de Ampius) et du suffixe -iacum, comme Empurany, Empuré et Empury.

## Histoire

### Temps modernes
Au XVIe siècle, Ampriani faisait partie de la piève de Serra.
Avant le XVIIIe siècle, Ampriani faisait toujours partie de la piève de Serra avec les villages de :
– Moitta (Moita) ;
– Mattra (Matra) ;
– Pianello (Pianello) ;
– Zallana (Zalana) ;
– Zuvani (Zuani.
En 1790, avec la Révolution française, les pièves deviennent des cantons.
La piève de Serra devient donc le canton de Serra, avant de prendre le nom de canton de Moïta en 1828.

### Époque contemporaine
En 1954 les communes d'Aléria, d'Ampriani, de Matra, de Moïta, de Pianello, de Tallone, de Zalana, et de Zuani forment le canton de Moïta.
Entre 1971 et 1973, Les deux cantons de Moita, et de Pietra di Verde se voient imposer la fusion. Ils forment ainsi le canton actuel de Moita Verde.
Aujourd'hui le canton de Moita Verde est composé de quatorze communes.
Il s'agit des six communes du canton de Pietra : Canale-di-Verde, Linguizzetta, Tox, Campi, A Petra, et Chiatra (auxquels nous pouvons rajouter les deux hameaux de Monticchio et d'Ersagie, qui appartiennent maintenant respectivement aux communes de Pietra-di-Verde, et de Chiatra et celui d'U Monte).
À ces communes il faut rajouter les huit du canton de Moita afin de créer le canton de Moïta-Verde.

## Politique et administration

### Liste des maires
| Période                                  | Période   | Identité                    | Étiquette | Qualité     |
| ---------------------------------------- | --------- | --------------------------- | --------- | ----------- |
| 1965                                     | 1995      | Ange-Michel Renucci         | DVG       |             |
| 1995                                     | mars 2008 | Huguette Ghilardi           |           |             |
| mars 2008                                | En cours  | Pierre François Dompietrini |           | Agriculteur |
| Les données manquantes sont à compléter. |           |                             |           |             |

## Population et société

### Démographie
L'évolution du nombre d'habitants est connue à travers les recensements de la population effectués dans la commune depuis 1800. Pour les communes de moins de 10 000 habitants, une enquête de recensement portant sur toute la population est réalisée tous les cinq ans, les populations de référence des années intermédiaires étant quant à elles estimées par interpolation ou extrapolation. Pour la commune, le premier recensement exhaustif entrant dans le cadre du nouveau dispositif a été réalisé en 2005.

En 2022, la commune comptait 23 habitants, en évolution de +4,55 % par rapport à 2016 (Haute-Corse : +5,15 %, France hors Mayotte : +2,11 %).
| 1800 | 1806 | 1821 | 1831 | 1836 | 1841 | 1846 | 1851 | 1856 |
| ---- | ---- | ---- | ---- | ---- | ---- | ---- | ---- | ---- |
| 88   | 124  | 142  | 160  | 162  | 158  | 168  | 171  | 164  |

| 1861 | 1866 | 1872 | 1876 | 1881 | 1886 | 1891 | 1896 | 1901 |
| ---- | ---- | ---- | ---- | ---- | ---- | ---- | ---- | ---- |
| 137  | 142  | 116  | 117  | 94   | 110  | 112  | 111  | 111  |

| 1906 | 1911 | 1921 | 1926 | 1931 | 1936 | 1946 | 1954 | 1962 |
| ---- | ---- | ---- | ---- | ---- | ---- | ---- | ---- | ---- |
| 135  | 135  | 95   | 88   | 94   | 127  | 74   | 39   | 44   |

| 1968 | 1975 | 1982 | 1990 | 1999 | 2005 | 2006 | 2010 | 2015 |
| ---- | ---- | ---- | ---- | ---- | ---- | ---- | ---- | ---- |
| 34   | 41   | 36   | 31   | 14   | 9    | 9    | 15   | 20   |

| 2020 | 2022 | - | - | - | - | - | - | - |
| ---- | ---- | - | - | - | - | - | - | - |
| 25   | 23   | - | - | - | - | - | - | - |

## Culture locale et patrimoine

### Lieux et monuments
- Monument aux morts.
- Église Saint-Laurent d'Ampriani.

#### Couvent Saint-François d'Ampriani

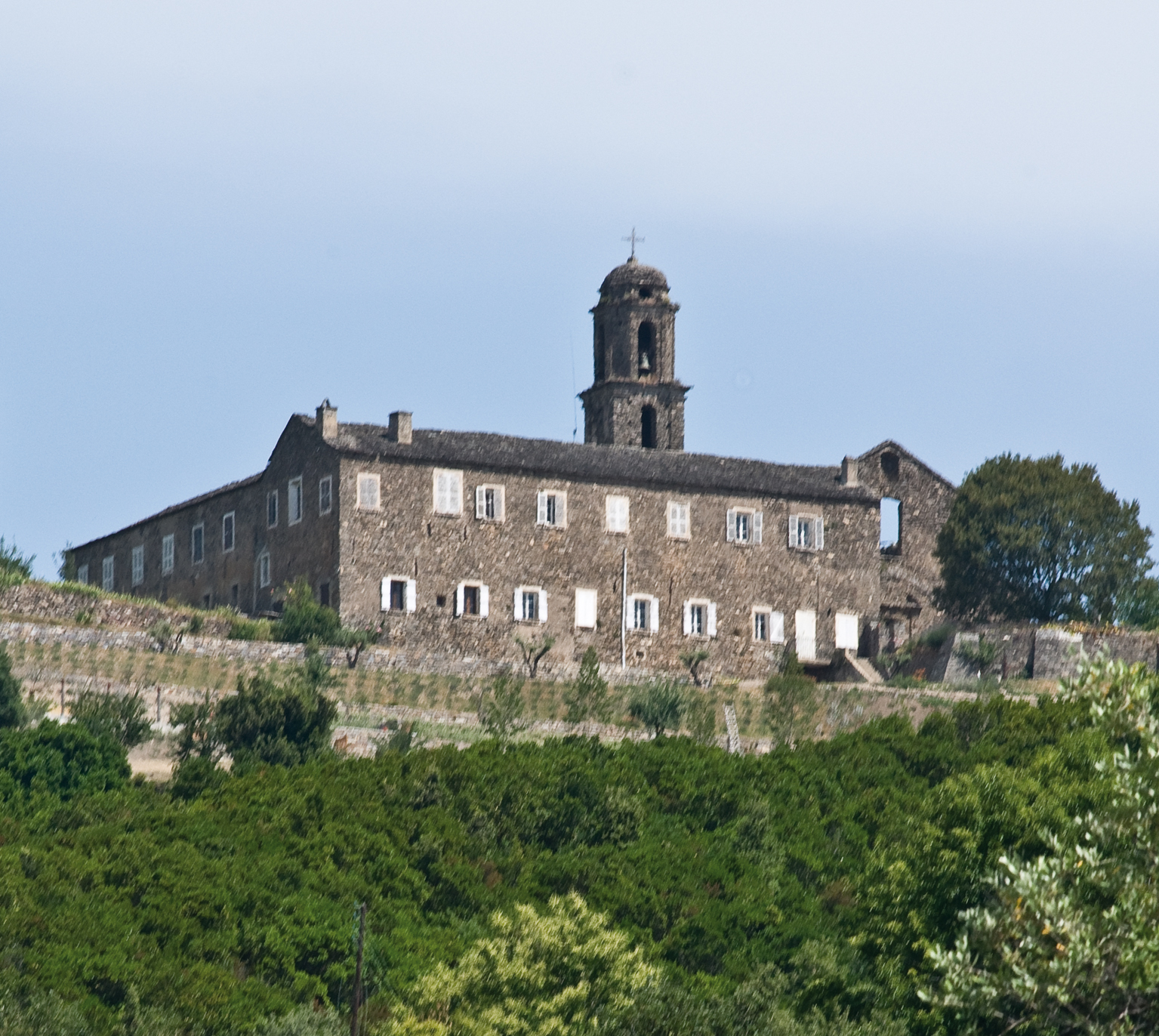
Le couvent d'Ampriani.

Le couvent Saint-François .

### Personnalités liées à la commune
Giuseppe Antomarchi, surnommé « Gallochio », célèbre bandit Corse.